# Palaeospheniscus
Palaeospheniscus — викопний рід пінгвінів, що існував впродовж міоцену та пліоцену. Викопні рештки різних видів знайдені в Перу, Чилі, Аргентині та ПАР.

## Опис
Пінгвіни сягали заввишки від 55 (P. gracilis) до 73 см (P. wimani).

## Види
До роду відносять три підтверджених та два спірних види (можливо, вони є синонімами P. patagonicus):
- Palaeospheniscus patagonicus (типовий вид)
- Palaeospheniscus bergi
- Palaeospheniscus biloculatus
- Palaeospheniscus wimani (спірний)
- Palaeospheniscus gracilis (спірний)

Також, до роду, ймовірно належить Chubutodyptes, який повинен називатися Palaeospheniscus bilocular.